# Dziennik nimfomanki
Dziennik nimfomanki – autobiograficzna powieść Francuzki Valérie Tasso z 2005 roku.
Valerie Tasso zaczęła żyć z prostytucji w Hiszpanii, gdy okradł ją ukochany chłopak. Jako urodziwa i pełna wdzięku Francuzka – cieszyła się niezwykłym powodzeniem.  Jej przypadkowi partnerzy są ludźmi z różnych środowisk, których spotyka w niezwykłych okolicznościach.
Gdy przeżywa załamanie nerwowe z powodu wcześniejszego związku z psychopatą, trafia do domu publicznego i zostaje luksusową prostytutką. Będąc w agencji przeżywa wzloty i upadki, poznaje słabości mężczyzn, aż w końcu znajduje miłość.
Na podstawie powieści w 2008 w Hiszpanii Christian Molina nakręcił film Dziennik nimfomanki.